# Burna-Buriash Ier
Burna-Buriaš Ier est un roi de Babylone. Il est le onzième de la dynastie kassite babylonienne, et le premier de cette dynastie à être attesté roi de Babylonie. Il ne domine cependant que la partie nord de cette région, puisque le sud est tenu par les rois de la Dynastie du Pays de la Mer. Selon la chronique appelée Histoire synchronique, il aurait conclu un traité avec le roi d'Assyrie Puzur-Assur, fixant la frontière entre les deux royaumes. Mais ce texte pose un problème dans la mesure où cet événement est placé après le règne de Kara-indash, cinquième successeur de Burna-Buriash selon la liste royale babylonienne.